# Крепостная стена Ангулема
Крепостные стены Ангулема окружают историческую часть города Ангулем, расположенного на возвышенности с видом на долину реки Шаранта на юго-западе Франции. Стены датируются в основном IX и XIII веками, но несколько раз разбирались и перестраивались.
С 1958 года крепостные стены Ангулема признаны историческим памятником Франции.

## Расположение
Стены окружают исторический центр города, который расположен на возвышенности, образованной долинами двух рек — Шаранты на севере и западе и её небольшого притока Ангиена (фр.) на юге, — оборонительный объект, многократно осаждавшийся на протяжении всей истории, столица бывшей провинции Ангумуа.
Центр Ангулема возвышается над этими долинами примерно на 70-80 м на довольно крутых склонах и соединён с окрестностями на юго-востоке, в направлении Суайо, перешейком шириной около ста метров.

## История

### Галло-римская эпоха

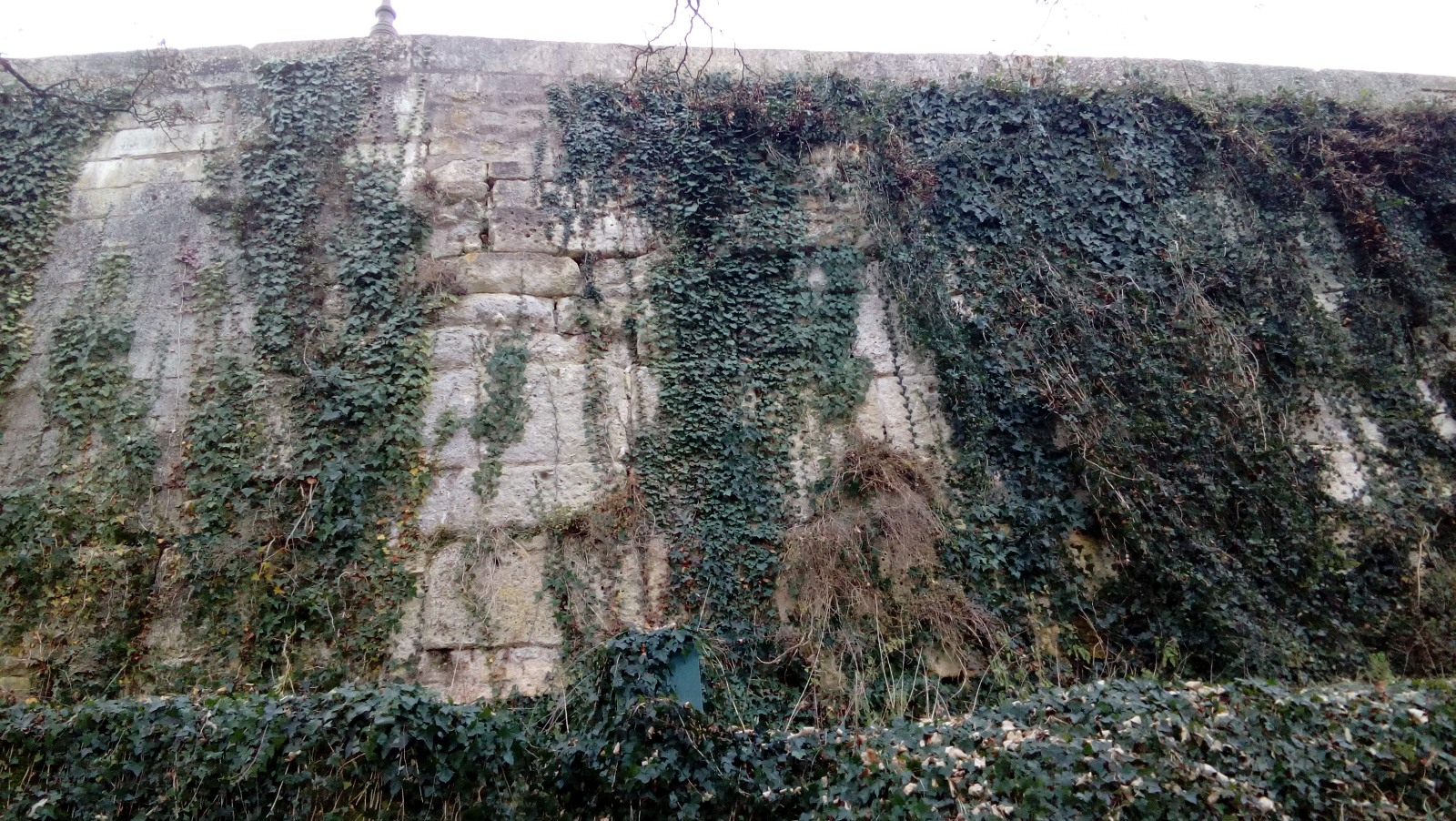
Остатки галло-римского вала

Возвышенность Ангулема была заселена со времён неолита и бронзового века, а в галльский период здесь располагался оппид, но о его укреплениях тех времён ничего не известно. Первые стены, от которых сохранились остатки, вероятно, были построены ближе к концу III или началу IV века — в то же время, что и стены других городов римской провинции Аквитания Вторая: Сент, Бордо, Перигё, Пуатье и другие. Во времена Поздней Римской империи Ангулем (Икулизма) считался столичным городом (лат. civitas, фр.), в частности, благодаря своему положению в качестве оборонительного объекта. Окружённая стенами территория отличается своими масштабами: периметр 2280 м, площадь территории от 24 до 25 га.
Не вся площадь была защищена — стена разрезала возвышенность надвое и шла от крытого рынка (место расположения бывшего шатле) по прямой линии к ратуше (место расположения старого замка) вдоль нынешней площади Нью-Йорка до старых ворот Сен-Винсент, расположенных возле статуи президента Карно, а затем по краю возвышенности к старому замку.
Остатки галло-римской стены видны под нынешней стеной к северо-западу от возвышенности. Эта стена имела одинаковые облицовки, между которыми было выполнено заполнение из блоков со скульптурными элементами и надписями, оставшимися в результате сноса общественных и погребальных памятников. Многие из этих блоков выставлены в Музее общества археологии и истории Шаранты..

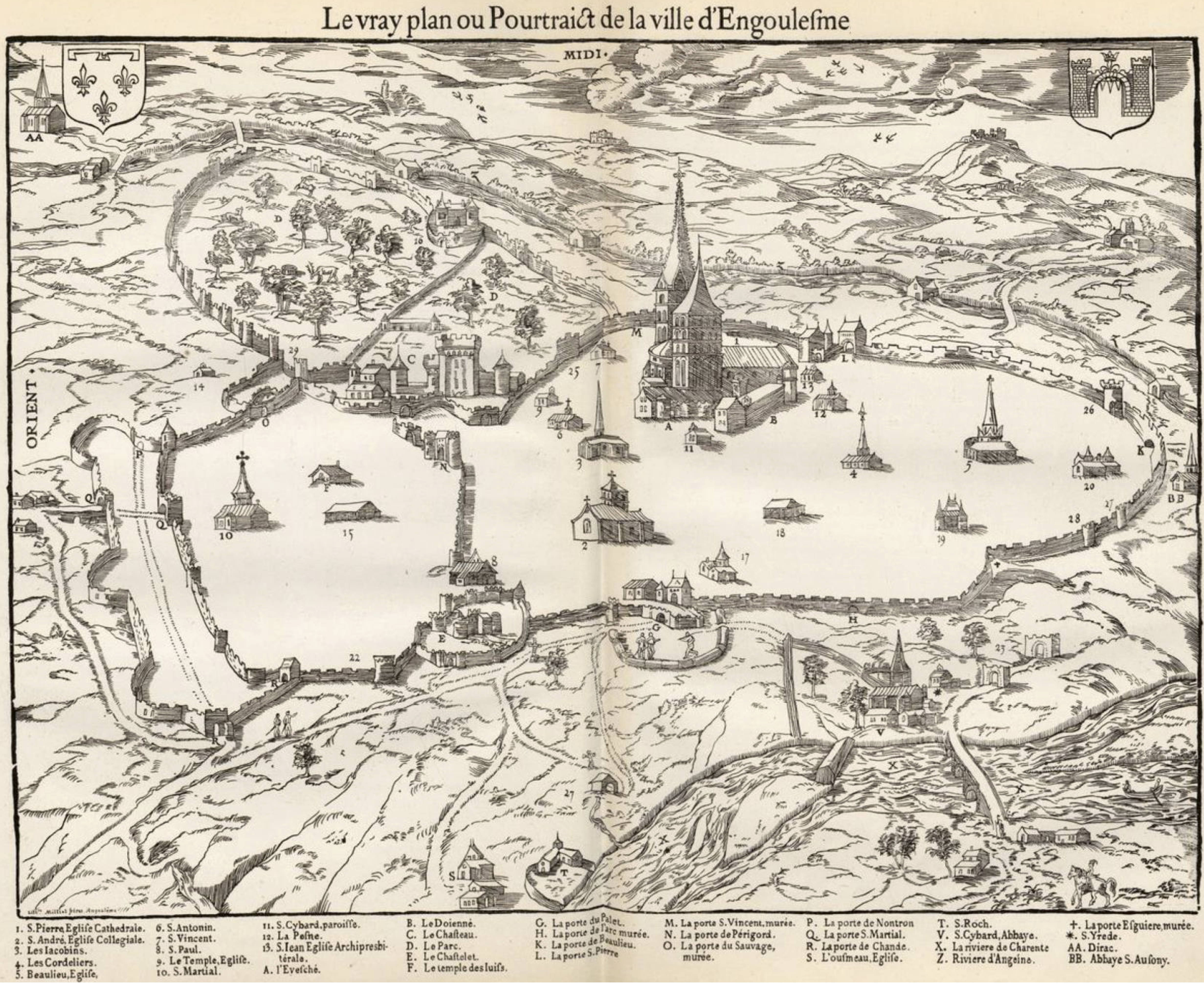
План Ангулема, нарисованный Франсуа Корлье для Бельфоре в 1575 году

### Современность
В XIX веке, чтобы обеспечить развитие города, стены были выровнены на высоту одного метра, а ворота снесены.
В XX веке по маршруту стен проводилась автогонка (фр.)